# Maddalena Balsamo
Maddalena Balsamo, ( udtale | maddaˈlɛna 'balsamo | ) også kendt som Magda Balsamo, er en italiensk skuespiller født i Bari 3. juli 1961.

## Filmografi
Cinema
- En historie af syge (original titel Storia malata), instrueret af Federico Rizzo (1999)
- Spørg mig, hvis jeg er glad (original titel Chiedimi se sono felice), instrueret af Aldo, Giovanni & Giacomo og Massimo Venier (2000)

tv
- Lev (original titel Vivere) – Soap opera – kanal 5
- Don Luca – Sit-com Luca Laurenti – Rete 4
- Bradipo, instrueret af Marco Pozzi – Sit-com Andrea Pezzi – MTV
- Spøg til side (original titel Scherzi a parte) – Mediaset
- Det umage par (The Odd couple af Neil Simon) – Comedy (tilpasning)
- Hospital Central – Soap Opera – Mediaset
- Aldrig op med at drømme (original titel Non smettere mai di sognare) – Soap opera – Mediaset

## Teater
- Den Partition eller Komme og få kaffe med os, en tilpasning af en roman af Piero Chiara med Compagnia teatro in mostra. Teatro Nuovo di Rebbio – Como – 2010
- Tingeltangel, af K. Valentin, instrueret af Corrado Accordino. Teatro Libero.
- En skærsommernatsdrøm, af W. Shakespeare, instrueret af Corrado Accordino. Teatro Libero.
- Input til tomrum, af Peter Handke, instrueret af Cesare Gallarini. Teatro Libero.
- Taci, af David Laing, instrueret af Cesare Gallarini. Teatro Greco.
- Zena, af Dacia Maraini, instrueret af Marco Filatori. Camera del Lavoro, Milano, in tournée.
- Hamlet, af W. Shakespeare, instrueret af Marco Filatori. Teatro Olmetto. “Càsina” di Plauto, Beppe Arena. In tournée.
- Cerimonien, af G. Manfridi, instrueret af Walter Manfrè. Teatro Arsenale.
- Sprouts for Breakfast (original Cavoli a Merenda), af Sergio Tofano, musik af Carlo Boccadoro, produktion Sentieri Selvaggi. Teatro Dal Verme. Milano.
- Kong Lear, af W. Shakespeare, instrueret af Valentina Colorni. Teatro Arsenale.
- Le Troiane, af J. P. Sartre, instrueret af Annig Raimondi. Teatro Arsenale.
- Hjertet af Milano, af A.R.Shammah, texter di Afeltra, Cederna, Montanelli, Tadini, Vergani. instrueret af Benedetta Frigerio. Spazio CityLife, Milano.
- Milano, festival della contemporaneità, instrueret af A. R. Shammah, Palazzo della Ragione, Milano.
- Gange af kærlighed, af Cesare Lievi, Università degli Studi di Milano, Gargnano sul Garda. instrueret af Cesare Lievi.
- 5.41, af Davide Ortelli e Francesco Bono per Masterclass Spazio, projekt af Luca Ronconi, Piccolo Teatro Studio- Milano
- Maria Anna Nannerl nata Mozart, af Giovanni Chiara, instrueret af Marco Filatori. Teatro Oscar e Palazzina Liberty. .Casa della Poesia. Milano.
- Hotel Salomè, af O. Wilde, instrueret af Marco Filatori, Teatro I, tournée e Palazzina Liberty. Casa della Poesia. Milano
- Un amore di Zitella, tilpasning af en roman af Andrea Vitali, instrueret af Marco Filatori. Teatro sociale di Como, tournée in Lombardiet.